# Proscopia subgranulata
Proscopia subgranulata är en insektsart som beskrevs av Walker, F. 1870. Proscopia subgranulata ingår i släktet Proscopia och familjen Proscopiidae. Inga underarter finns listade i Catalogue of Life.